# Bežovce
Bežovce é um município da Eslováquia, situado no distrito de Sobrance, na região de Košice. Tem 29,51 km² de área e sua população em 2018 foi estimada em 980 habitantes.

## Demografia
| Ano:        | 1994 | 2004    | 2014   | 2024   |
| ----------- | ---- | ------- | ------ | ------ |
| Broj ljudi: | 1130 | 1007    | 971    | 1017   |
| Razlika:    |      | -10,88% | -3,57% | +4,73% |

| Ano:               | 2023 | 2024   |
| ------------------ | ---- | ------ |
| Número de pessoas: | 970  | 1017   |
| Diferença:         |      | +4,84% |